# Naresh Chandra Datta
Naresh Chandra Datta (* 1. Januar 1934 in Dhaka, Bengalen; † 19. März 2018 in Kolkata) war ein indischer Ichthyologe und Ökologe.

## Leben
Datta erlangte 1953 den Bachelor of Science am Bangabasi College in Kalkutta. 1955 graduierte er zum Master of Science und 1972 wurde an der University of Calcutta zum Ph.D. promoviert. Nach einer kurzen Lehrtätigkeit in Zoologie am Gurudas College in Kalkutta wurde Datta 1971 Professor und Leiter der Abteilung für Zoologie der University of Calcutta. 1991 ging er in den Ruhestand. Datta gründete die Einheit für Fischerei und Ökologische Forschung, wo er sich auf die Bereiche der Fischtaxonomie, Biologie der Knochenfische, Fischpathologie, Gewässerökologie, Gewässertoxikologie und Aquakultur spezialisierte. Unter seiner Leitung erlangten 55 Studenten ihren Doktortitel. Später widmete er sich der Geschichte und der Philosophie der Wissenschaft. 2006 war er Co-Autor des Werks Aspects of History of Science von Tulika Sen.
Datta war Mitglied der Indian Science News Assocation, der Zoological Society Kolkata, bei der National Environmental Science Academy, beim National Institute of Ecology, bei der Marine Biological Association of India, bei der Society of Nature Conservators, bei der Fisheries Society of India sowie bei der Barrackpore and West Bengal Academy of Science and Technology.
Datta beschrieb den Wels Glyptothorax nelsoni Ganguly, Datta and Sen, 1972 und die Glasbarsche Parambassis alleni Datta and Chaudhuri, 1993 und Pseudambassis roberti Datta and Chaudhuri, 1993.

## Dedikationsnamen
Nach Datta wurde die Welsart Erethistes nareshi (Mahapatra & Kar 2015) benannt.